# محمدتقی شریعتی
محمدتقی شریعتی (۱۲۸۶ در مزینان سبزوار – ۳۱ فروردین ۱۳۶۶ در مشهد) فعال سیاسی–مذهبی و پدر علی شریعتی بود. او از افرادی بود که با رویکرد نوگرایانه و روشن‌فکرانه به دین، فعالیت خود را آغاز نمود و تأثیرات زیادی در این زمینه برجای گذاشت. از مهم‌ترین اقدامات او تأسیس کانون نشر حقایق اسلامی بود که با هدف گسترش روح متعالی و مترقی اسلام و مقابله با فعالیت‌های حزب توده و کسرویست‌ها بنیان گذارده شده بود.

## تحصیل و تدریس
محمدتقی شریعتی (مزینانی) در سال ۱۲۸۶ در خانواده‌ای مذهبی و ریشه‌دار در مزینان زاده شد. پدرش شیخ محمود و پدربزرگش آخوند ملا قربانعلی، معروف به آخوند حکیم، از روحانیون شیعهٔ منطقهٔ مزینان بودند. در سال ۱۳۰۷ به مشهد رفت تا تحصیلات حوزوی‌اش را در حوزهٔ علمیه مشهد که از نظر شناخته‌شدگی علمی پس از حوزهٔ علمیه قم در رتبهٔ دوم قرار داشت ادامه دهد. پس از گذراندن دروس مقدمات و در حالی که دورهٔ سطح را آغاز نموده بود، حوزهٔ علمیه را به قصد تدریس در مدارس ملی ترک کرد. او بر این باور بود که آیندهٔ کشور به سرنوشت جوانان تحصیلکرده گره خورده‌است و باید به نحوی اسلام را بدانان آموزش داد که با ملزومات دوران مدرن همخوانی و سازگاری داشته باشد. در نتیجه محمدتقی شریعتی دو سنت دیرپای خانواده را کنار گذاشت: اول آن‌که پس از اتمام دوران تحصیل به مزینان که منزلگاه سنتی خانواده‌اش محسوب می‌شد بازنگشت؛ دوم آنکه با وجود برخورداری از تحصیلات حوزوی، برخلاف آبا و اجدادش به جای بر تن کردن عبا و بر سر گذاشتن عمامه، کت و شلوار فرنگی پوشید و کلاه شاپو بر سر گذاشت. شریعتی تصمیم گرفته بود که خود به آموزش جوانان بپردازد؛ جوانانی که در پندار او عامل تغییر یا روشن‌فکران اسلامی آینده بودند. برای نیل به این اهداف شریعتی مجبور بود که ادبیات فرا گیرد، شبیه آنان سخن بگوید و همانند آنان لباس بپوشد تا بلکه جوانان را مجذوب خود کند. به تعبیر مغنیه، یکی از روشن‌فکران و روحانیان شیعهٔ لبنان، شریعتی کلاه شاپو بر سر می‌گذاشت تا از به ریشخند گرفته‌شدن روحانیون عمامه‌به‌سر و ریشدار توسط نسل جوان جلوگیری کند.
از آنجایی که اسلامی که او از آن سخن می‌گفت با اسلامی که روحانیون سنتی مطرح می‌کردند تفاوت داشت، کار او دشوار می‌نمود. او آشکارا از برخی انتقادات احمد کسروی نسبت به شیعه‌گری و برخی مواضع حزب توده نسبت به مسائل اجتماعی طرفداری می‌کرد. او نیز همچون کسروی معتقد بود که برخی از آیین‌ها و مراسم مذهبی تشیع پیوندی با اسلام راستین ندارند و ریشهٔ آن‌ها را در انحرافاتی می‌دید که در دوران صفویه سنگ‌بنایشان گذارده شده بود. همچنین او موافق مواضع حزب توده دربارهٔ عدالت اجتماعی و برابری بود و آن‌ها را سازگار با اسلام می‌یافت؛ اما با فلسفهٔ ماده‌گرای آن مخالفت می‌کرد. این عقاید شریعتی موجب شده بود که روحانیان سنتی در مشهد شایعه‌هایی پیرامون سنی، وهابی، و حتی بابی بودن او مطرح کنند.

## کانون نشر حقایق اسلامی

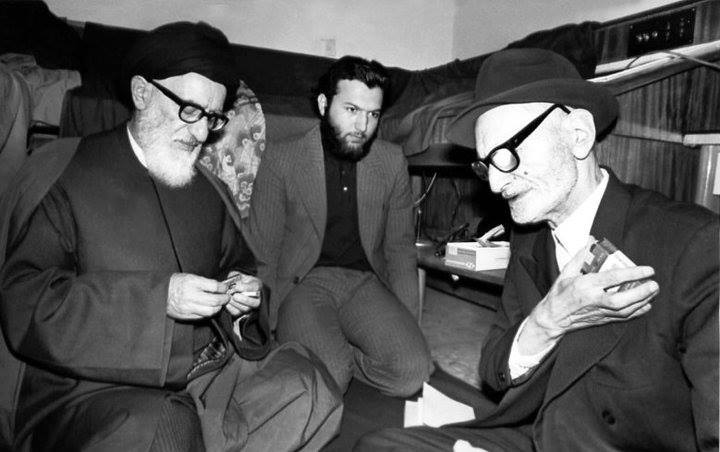
از چپ به راست: محمود طالقانی، احسان شریعتی، و محمدتقی شریعتی

پس از آنکه رضاشاه در سال ۱۳۲۰ به‌اجبار سلطنت را ترک کرد، فعالیت‌های دینی و سیاسی که تا آن هنگام کاملاً تحت کنترل بود، دوباره از سر گرفته شد. از سویی فعالیت‌های حزب توده گسترش یافته بود و از سوی دیگر احمد کسروی اساس تشیع را زیر سؤال برده بود و آن را انحراف از اسلام می‌خواند. تحت این شرایط بود که محمدتقی شریعتی در سال ۱۳۲۰ کارزاری تک‌نفره را برای نشر آنچه او روح متعالی و مترقی اسلام می‌دانست آغاز کرد. در سال ۱۳۲۳ کانون نشر حقایق اسلامی را با هدف مقابله با نفوذ بی‌خدایی که توسط کمونیست‌ها ترویج داده می‌شد، در مشهد بنیان گذارد. از دیگر اهداف تأسیس کانون، بازگرداندن روشنفکران مسلمانی بود که به دلیل احساس نفرت از کهنه‌پرستی و تاریک‌اندیشی روحانیون از اسلام روی گردانده و به آغوش کسرویست‌ها پناه برده بودند. با این وجود گرایش‌های مدرن و معتدل کانون نشر حقایق اسلامی، نهایتاً ضدیت مراجع قدرت شیعه در مشهد را برانگیخت. به تعبیر علی شریعتی، در بحبوحهٔ سال‌های پس از ۱۳۲۰، در حالی‌که روشنفکران گرایش‌های مارکسیستی داشتند و مذهبیون گرایش‌های مرتجعانه، روشنفکران مذهبی خود را بی‌پشتوانه و تنها می‌یافتند. محمد تقی شریعی راه سومی میان این دو گشود.
در ابتدا تمرکز کانون بر روی مسائل آموزشی و عقیدتی بود و نگاهی اصلاح‌طلبانه و نوگرایانه به دین داشت. کانون با اعتقاد بر ریشه‌ها و اعمال عبادی مذهب شیعه به دنبال آن بود تا از مکتب شیعه، به آن صورتی که وجود داشت و به آن عمل می‌شد، راززدایی و عوام‌زدایی کند. برای رسیدن به این اهداف کانون می‌بایست از آن تصورات و اعمال مذهبی–سنتی که باعث رخوت، سستی، خرافات، و جبرگرایی می‌شد، انتقاد می‌کرد و در عین حال این امر باید به‌گونه‌ای صورت می‌گرفت که حساسیت مراجع قدرت شیعه در مشهد را بر نیانگیزد. به باور اعضای کانون «نیرویی که صرف عزاداری برای فلاکت‌ها و نابختیاری‌های گذشته می‌شد باید برای از میان برداشتن دشواری کنونی سمت و سوی دیگری می‌گرفت». به همین دلیل آیین متداول روضه‌خوانی که در آن یک روحانی با برشمردن رنج‌هایی که بر امامان شیعه در زندگی دنیوی گذشته‌است سعی در برانگیختن حس اندوه و همدردی حضار را داشت در کانون انجام نمی‌گرفت و به جای آن شخصی غیر روحانی با پوشش غربی از فلسفه، منطق و سایر مباحثی که برای رویارویی با یک کمونیست لازم بود سخن می‌گفت. همچنین تفسیر قرآن و نهج‌البلاغه که در آن زمان عملی بدیع و نامعمول بود به جای صرفاً روخوانی آن‌ها مورد تأکید قرار می‌گرفت.
در خلال نهضت ملی شدن صنعت نفت، کانون به طرفداری از محمد مصدق و آیت‌الله کاشانی برآمد و نشست‌ها، راه‌پیمایی‌ها، و اعتراض‌های سیاسی فراوانی را به سود جنبش ملی کردن نفت ترتیب داد. به عنوان مثال پس از روی کار آمدن مصدق، محمدتقی شریعتی رهبری جمعیتی را بر عهده گرفت که تابلو «شرکت نفت ایران و انگلیس» را از سردر دفتر آن در خیابان طبرسی پایین کشیدند و تابلو «شرکت ملی نفت ایران» را به جای آن نصب کردند.
در انتخابات مجلس هفدهم در مشهد، محمدتقی شریعتی در صدر فهرست انجمن‌های اسلامی شهر که ذیل عنوان جمعیت مؤتلفهٔ اسلامی دور هم گرد آمده بودند قرار داشت. رقبای دیگر جمعیت مؤتلفهٔ اسلامی، گروه‌های مصدقی و زمین‌داران ثروتمند بودند. محمدتقی شریعتی از سویی پیشنهاد کاشانی برای تشکیل ائتلاف با زمین‌داران بزرگ را رد کرده بود و از سوی دیگر پیشنهاد گروه‌های مصدقی را برای ارائهٔ فهرست مشترک نپذیرفته بود. در روز انتخابات روند رأی‌گیری در مشهد که هیج بی‌نظمی خاصی در آن گزارش نشده بود متوقف شد و از مشهد نماینده‌ای برای کسب کرسی مجلس انتخاب نشد. به گفتهٔ یکی از اعضای نظارت بر انتخابات آزاد که بر روند رأی‌گیری در مشهد نظارت داشت، به نظر می‌رسید که دو نامزد جمعیت مؤتلفهٔ اسلامی و دو نامزد زمین‌داران ثروتمند دارای بیشترین بخت برای کسب چهار کرسی مشهد در مجلس بوده‌اند؛ اما دولت مصدق با نگرانی از احتمال پیروزی طرفداران کاشانی در مشهد، شیراز، و اصفهان که اکثریت مجلس را برای آنان به ارمغان می‌آورد در روند انتخابات مداخله کرد. در اسفند ۱۳۳۱ که درخواست مصدق برای تمدید اختیارات اجرایی فراعادی‌اش از جانب کاشانی، رئیس وقت مجلس، رد شد، کانون برخلاف بینش اسلامی و پشتیبانی پیشین خود از کاشانی به پشتیبانی از مصدق پرداخت. در نتیجه محمدتقی شریعتی نشان داد که هواداری او از اشخاص به خاطر پوشش یا حرفهٔ آن‌ها نیست بلکه برای اصول و مواضعی‌است که آن افراد اتخاذ می‌کنند.
پس از کودتای ۲۸ مرداد ۱۳۳۲ بر ضد دولت ملی‌گرای مصدق و تا پیش از تابستان ۱۳۳۶ که کانون برای نخستین بار تعطیل شد، کانون نشر حقایق اسلامی به مرکز فعالیت‌های طرفداران مصدق در مشهد مبدل شده بود. پس از آنکه در سال ۱۳۳۲ نهضت مقاومت ملی که دنباله‌رو سیاست‌های مصدق بود آغاز به کار کرد، اعضای کانون به عضویت آن درآمدند. در تابستان ۱۳۳۶ و در پی انتشار جزوه‌ای با عنوان «نفت» که به بررسی توافق‌های ایران با دولت‌های غربی بر سر نفت می‌پرداخت، محمدتقی شریعتی و برخی دیگر از اعضای کانون دستگیر و زندانی شدند. در نتیجه فعالیت کانون نیز متوقف گردید. در سال ۱۳۴۱ اجازهٔ فعالیت دوباره به کانون داده شد اما به شرط آنکه کانون تنها به عنوان سازمانی فرهنگی–مذهبی که دخالتی در امور سیاسی نداشته باشد به فعالیت بپردازد. این مرحله از دوران فعالیت کانون نیز با بسته شدن نهایی آن در سال ۱۳۴۴ به اتمام رسید.

## درگذشت
وی در ۳۱ فروردین ۱۳۶۶ درگذشت و در حرم علی بن موسی الرضا در مشهد به خاک سپرده شد.

## آثار
آثار زیر از محمدتقی شریعتی بر جای مانده‌است:
- آغاز وحی
- اصول عقاید و اخلاق شریعتی
- امامت در نهج‌البلاغه
- تفسیر نوین
- تعلیمات دینی
- چرا حسین قیام کرد؟
- خلافت و ولایت از نظر قرآن و سنت
- ز نیرو بود مرد را راستی
- کارنامهٔ کانون نشر حقایق اسلامی مشهد
- مبانی اقتصادی در اسلام
- مهدی موعود امم
- علی شاهد رسالت
- نیایش
- وحی و نبوت در پرتو قرآن

## شجره‌نامه
|              |              |              |              | محمدتقی شریعتی |              |            |            |             |             |             |             |                 |                 |                 |                 |                 |                 |             |             |                |                |                |                |                |                |             |             |             |             |
|              |              |              |              |                |              |            |            |             |             |             |             |                 |                 |                 |                 |                 |                 |             |             |                |                |                |                |                |                |             |             |             |             |
|              |              |              |              |                |              |            |            |             |             |             |             |                 |                 |                 |                 |                 |                 |             |             |                |                |                |                |                |                |             |             |             |             |
|              |              |              |              | علی شریعتی     | علی شریعتی   | علی شریعتی | علی شریعتی | علی شریعتی  | علی شریعتی  |             |             | پوران شریعت‌رضوی | پوران شریعت‌رضوی | پوران شریعت‌رضوی | پوران شریعت‌رضوی | پوران شریعت‌رضوی | پوران شریعت‌رضوی |             |             | مهدی شریعت‌رضوی | مهدی شریعت‌رضوی | مهدی شریعت‌رضوی | مهدی شریعت‌رضوی | مهدی شریعت‌رضوی | مهدی شریعت‌رضوی |             |             |             |             |
|              |              |              |              | علی شریعتی     | علی شریعتی   | علی شریعتی | علی شریعتی | علی شریعتی  | علی شریعتی  |             |             | پوران شریعت‌رضوی | پوران شریعت‌رضوی | پوران شریعت‌رضوی | پوران شریعت‌رضوی | پوران شریعت‌رضوی | پوران شریعت‌رضوی |             |             | مهدی شریعت‌رضوی | مهدی شریعت‌رضوی | مهدی شریعت‌رضوی | مهدی شریعت‌رضوی | مهدی شریعت‌رضوی | مهدی شریعت‌رضوی |             |             |             |             |
|              |              |              |              |                |              |            |            |             |             |             |             |                 |                 |                 |                 |                 |                 |             |             |                |                |                |                |                |                |             |             |             |             |
|              |              |              |              |                |              |            |            |             |             |             |             |                 |                 |                 |                 |                 |                 |             |             |                |                |                |                |                |                |             |             |             |             |
| احسان شریعتی | احسان شریعتی | احسان شریعتی | احسان شریعتی | احسان شریعتی   | احسان شریعتی |            |            | سارا شریعتی | سارا شریعتی | سارا شریعتی | سارا شریعتی | سارا شریعتی     | سارا شریعتی     |                 |                 | سوسن شریعتی     | سوسن شریعتی     | سوسن شریعتی | سوسن شریعتی | سوسن شریعتی    | سوسن شریعتی    |                |                | مونا شریعتی    | مونا شریعتی    | مونا شریعتی | مونا شریعتی | مونا شریعتی | مونا شریعتی |